# Речица об Паки
Речица об Паки (словен. Rečica ob Paki) је насељено место у општини Шмартно об Паки, Савињска регија, Словенија.

## Историја
До територијалне реорганизације у Словенији била је у саставу старе општине Велење.

## Становништво
У попису становништва из 2011. године, Речица об Паки је имала 466 становника.
| Број становника према пописима | Број становника према пописима | Број становника према пописима |
| ------------------------------ | ------------------------------ | ------------------------------ |
| 1991                           | 2002                           | 2011                           |
| 356                            | 393                            | 466                            |